# Петля часу (фільм)
«Петля часу» (англ. Looper) — американський науково-фантастичний трилер режисера Раяна Джонсона, який також написав сценарій до фільму. У головних ролях Брюс Вілліс, Джозеф Ґордон Левітт і Емілі Блант.
Фільм «Looper» обрали фільмом, який відкривав Міжнародний кінофестиваль у Торонто 6 вересня 2012-го року. Загалом, фільм отримав схвальні відгуки в Австралії 27 вересня 2012, і у США й Великій Британії 28 вересня 2012 р.
В Україні фільм побачили на екранах 27 вересня 2012 р.

## Зміст

### Синопсис
У фільмі «Looper»* сюжет зав'язується на винаході в 2074 році можливості подорожувати в часі: це дорогий і небезпечний процес, оскільки такі подорожі в часі неодмінно створюють часові парадокси, петлі часу, різноманітні ефекти метелика, непередбачувані зміни історії та інші неприємні речі. Іншими словами, з огляду на усі небезпеки для можновладців, ці подорожі суворо заборонені. У майбутньому контроль над людьми став тотальним, а тому неможливо вчиняти злочини так, щоб це не виявили спецслужби. Тому злочинні організації, які опинилися на межі вимирання, у паніці додумалися користуватися «машиною часу»: людину, яку потрібно знищити, просто зв'язували, обмотували поясом зі срібними злитками, накидали на голову мішок і відправляли у минуле — де на нього чекало побачення з петлярем: убивцею з мушкетоном.
Єдине правило: не дати жертві утекти. Навіть якщо ця жертва — ти сам.

### Сюжет
____
*ПЕТЛЯР — убивця нижчого рівня, який працює на мафію майбутнього: вбиває людей, яких мафія йому постачає, і спалює трупи. Див. сайт фільму

### Ідеї фільму
- Свобода вибору як антитеза ідеї фатуму і визначеності долі наперед (розрив петлі часу)
- Моральні якості людини не є вродженими, а дуже залежать від виховання і випадку (історія Шамана)
- Для того, щоб у когось було майбутнє, іншому іноді потрібно пожертвувати своїм сьогоденням (обидві іпостасі Джо — і Сид)
- Конфлікт із самим собою — це конфлікт світоглядів (Джо — проти Джо)
- Індульгенція зразка 2044: караю сам себе за всі свої гріхи, в тому числі ще не скоєні, після чого спокійно буду насолоджуватися пороком (Джо — проти Джо)
- Повернутися в минуле, убити «джерело зла», щоб виправити майбутнє (алюзія на «Термінатора»)
- Безпросвітне майбутнє — через людські пороки (біблейські мотиви)
- Подорожі в часі — штука складна і дуже небезпечна (алюзія на «Назад у майбутнє»)
- Зброя убиває свого володаря (Джо і Ейб)

## У ролях

### Головні герої
- Джозеф Ґордон-Левітт як Джо Сіммонс (Joe Simmons), простий петляр, що працює на мафію десь у Канзасі:

«коли майбутні бандити хочуть „стерти“ когось із їхнього світу, то жертву відправляють назад у часі, де Джо-петляр чекає, щоб покінчити із ним: зрештою, де знайдеш найкраще місце, щоб заховати тіло, ніж у минулому? Це все є „веселою вечіркою“ для Джо, поки одного дня мафія не вирішує „закрити його петлю“ — відправити його майбутню сутність у минуле на утилізацію»
- Брюс Вілліс як старша особистість Джо, надіслана посилкою з майбутнього у сьогодення фільму, аби «закрити петлю» і завершити контракт Джо:

«Це 2077-й рік, і в Джо за плечима вже роки і милі. Та коли нові гангстери у місті зібралися „закрити його петлю“, Джо узяв справу до власних рук. Він дає своїй молодшій сутності ляпаса — тож Джо-молодший „спускає свою петлю“. І тепер Джо-старший у бігах, намагаючись виправити своє майбутнє».
- Емілі Блант як Сара, фермерка, що живе у передмісті Канзасу; біологічна мати Сида:

«коли Джо-молодший з'ясовує, чого хоче його старша сутність, — він знаходить прихисток у віддаленому фермерському будиночку, де Сара виховує свого маленького сина. Чого Сара не знає — що їй судилося відіграти ключову роль у тому, яким буде майбутнє».

### Інші персонажі
- Пол Дано як Сет (Seth): найкращий друг Джо із клубу петлярів.
- Ной Сеґен[en] як Кід Блю (Kid Blue): самовпевнений і зарозумілий парубок із команди Ейба Ґета (Abe's Gat Men), який ворожо ставиться до Джо.
- Пайпер Перабо як Сьюзі (Suzie): Шоуґьорл (танцівниця) із Ейбового нічного клубу «La Belle Aurore».
- Джефф Деніелс як Ейб (Abe): Бос Джо, його прислали з майбутнього керувати петлярами.
- Пірс Ганьон як Сід (Cid): Син Сари, у якого виявлено надзвичайні телекінетичні здібності.
- Зу Кінґ[en] як Дружина Джо-старшого, китаянка
- Трейсі Томс як Беатріс (Beatrix), офіціантка
- Франк Бреннан (Frank Brennan) як Сет-старший
- Гаррет Діллагант як Джессі (Jesse): людина з команди Ейба Ґетта.
- Нік Ґомез[en] як Дейл (Dale)
- Маркус Гестер (Marcus Hester) як Зак (Zach)

## Українське озвучення
Фільм перекладено і озвучено українською у 2012 році на студії ТО «ДіАр» на замовлення Top Film Distribution Україна.
Ролі озвучили:
- Джозеф Ґордон-Левіт — Андрій Федінчик
- Брюс Вілліс — Михайло Жонін
- Емілі Блант — Катерина Брайковська
- Пайпер Перабо — Катерина Буцька

А також Євген Пашин, Олег Лепенець, Георгій Гавриленко та інші.

## Цитати
Як подорожувати в часі ще не знають.
У нашому місті всі однакові: тупі та прибацані виродки
Кого ти в біса здивуєш літаючою монеткою?
Наша робота не для тих, хто чекає спокійної пенсії
(Оповідач)
То що, відсвяткуємо? (Зак, петляр)
Господи! Ніфіга собі, Джо! (Дейл, петляр)
Господи, Джо! Урятуй мене! (Сет, найкращий друг Джо)
Люди — як павуки: чим вони менші — тим небезпечніші.
Навіщо вам ці зашморги, як вони — краватки? Придумайте щось своє, га? Ну, надягни відро на голову, обмотайся гумою — будь креативним!
Не можна змінювати майбутнє. Те, що ми робимо — це набагато небезпечніше, аніж банальне вбивство
Джо!.. Я ж був першим, хто дав тобі зброю! І сам же за це розплачуюся… За все потрібно платити!
(Ейб)
Я лише хотів, щоб ти пишався мною! (Кід, стрілець банди Ґета)
Ти збожеволів? Ми не домовимось. Доки в Ейба буде хоча б один стрілець — він шукатиме тебе до самої смерті… Тому ходім звідси.  (Джессі, найкращий стрілець банди Ґета)
Чому б тобі просто не заплатити за тарифом? (С'юзі)
Ти своє прожив. Чому б тобі просто не здохнути — і не забратися з моєї дороги? (Джо-молодший)
Це не важливо!
Я все владнав. Насолоджуйся життям — ніхто не переслідуватиме
(Джо-старший)
Скигля! (Сара)
— Я хочу йому допомогти
 А де Джо?
— Йому довелося піти, любий
(Сид і Сара)
І раптом я це побачив: побачив матір, яка загинула заради сина; чоловіка, що вбиває заради дружини; переляканого самотнього хлопчика — і довгий, страшний шлях перед ним. Це була петля — без кінця і початку. І тоді я розірвав її (Джо, оповідач)

## Виробництво
Ідея фільму прийшла до Райана Джонсона відразу після закінчення зйомок фільму «Цеглина»; а так як він хотів знову працювати з Ґордон-Левіттом, то писав роль спеціально для нього, і навіть дав головному героєві ім'я актора. «У той час ми з оператором Стівом Йедліним тільки й думали, як би роздобути грошей, щоб знімати кіно. І нарешті вирішили: досить думати, треба знімати! Короткометражку „Психологія аналізу снів“ ми зняли за одні вихідні, і тоді ж я почав писати сценарій для „Петлі часу“, яку ми теж збиралися знімати в Лос-Анджелесі по вихідних. Вся короткометражка повинна була складатися з погоні кілера за самим собою. Якраз тоді я перечитав усі книги Філіпа К. Діка, і думаю, це вплинуло на мій сценарій. Але основну ідею я придумав самостійно, і ми знову повернулися до неї після „Братів Блум“», — сказав Райан Джонсон у інтерв'ю «the Verge».
Сценарій до фільму «Looper» було написано самим Райаном Джонсом; він же й режисував картину. Після релізу свого фільму «Брати Блум» у 2008 році, Джонс домовився про співпрацю із продюсером Ремом Берґманом (Ram Bergman), хто продюсував два попередні Джонсонові фільми, з метою розпочати виробництво фільму Looper у 2009 р. У травні 2010 р. Джозефа Ґордон-Левітта запросили на головну роль у картині, котру він мав зіграти після закінчення зйомок фільму «Premium Rush». Через місяць після цього продюсери також запрошують грати Брюса Вілліса. «Є особливі причини, з яких Брюс Вілліс, хлопець, у якого завжди є план порятунку світу, дуже добре вписується в цю історію. Ми граємо з глядацькими очікуваннями», — обмовився Джонсон.
Грати «молоду» і «літню» версії одного і того ж героя — непросте завдання для акторів, особливо в тому випадку, якщо за сюжетом вони стикаються віч-на-віч. Джозеф Гордон-Левітт, якому довелося «підлаштовуватися» під Вілліса, охоче ділиться своїми враженнями: «Я дивився фільми Уілліса, закачував звукові доріжки у iPod, щоб постійно слухати його голос. Я спілкувався з ним, обідав, розмовляв і намагався ближче його узнати. Проте я не намагався спеціально його наслідувати. По-перше, не такий вже я хороший імітатор, а по-друге, це було б неправильно — адже це наче уві сні». У жовтні до команди акторів приєдналася Емілі Блант. Ноя Сеґана (Noah Segan), Джеффа Деніелса (Jeff Daniels) і Пайпера Перабо (Piper Perabo) запрошено було у січні 2011 р.
Вїлліс був першим відомим актором, кому запропонували роль старшого Джо, і котрий відразу ж погодився.
Зйомки розпочалися у Луїзіані 24 січня 2011.
Незважаючи на те, що дія «Петлі часу» відбувається в 2047, його творці не займалися докладною, детальною розробкою гаданого світу майбутнього. Світ, в якому діють герої фільму, відрізняється від нашого лише невеликими деталями. Як пояснює режисер, основна увага приділялася не футуристичним «фішкам», а створенню потрібної атмосфери: «Ми відхилилися від сучасної реальності приблизно на 10 градусів. В цілому це той же світ, в якому живемо ми, але з деякими поправками. У ньому правлять бідність, насильство і наркотики, він холодний, загрозливий і абсолютно безнадійний».
Спочатку за сценарієм Джо переїжджав до Парижу, коли він закривав свою петлю. Ось чому він так завзято намагається вивчати французьку мову. Однак, на якийсь день зйомок Райан Джонсон зрозумів, що у них просто не вистачить грошей на зйомки в Парижі. Сюжет змінили і «відправили» Джо до Шанхаю, бо китайський дистриб'ютор фільму запропонував оплатити їм зйомки. Джонсон прийняв їхню пропозицію, тому що його найкращою альтернативою паризьким сценам було знімати їх у Новому Орлеані, чого він робити не хотів, і до того ж він відчував, що «неамериканські» краєвиди Шанхаю найкраще відобразять обстановку майбутнього у фільмі.

Перетворення у Вілліса-молодшого

Щоб зробити Ґордон-Левітта більш схожим на Вілліса, акторові довелося по 3 години щоранку проводити в кріслі гримера. Над його гримом працював візажист Казухіро Цудзі, двічі номінований на «Оскар» — за фільми «Клік: З пультом по життю» і «Прийоми Норбіта». Цікаво, що він брав участь і в роботі над «Загадкова історія Бенджаміна Баттона» — картиною, головний герой (Бред Пітт) проживає життя «задом наперед», від старості до дитинства. Як показує досвід творців цього фільму, який завоював «Оскар» за найкращий грим, один і той же актор може з успіхом грати і старого, і підлітка. Але Райан Джонсон з самого початку вирішив, що піде іншим шляхом: «Я жодного разу не бачив, щоб „зістарювальний“ грим на обличчі молодого актора справляв таке враження, як треба. Звичайно, є приклади прекрасної роботи гримерів — та я кажу про те, що якщо глядач знає актора молодим, то неминуче буде бачити крізь грим. У цьому фільмі мене привабила насамперед ідея того, як герой зустрічається віч-на-віч із самим собою, тільки старшим на 30 років. Джо прекрасний актор, але коли одна людина на 30 років старша за іншу, є деякі розбіжності, які неможливо зобразити. Це щось невловиме, але дуже важливе, що становить саму суть фільму. Тому мені були необхідні два актори». Майстер із гриму створив спеціальний протез щелепи, і Ґордон-Левітт носив його протягом усього фільму. Для створення образу молодого Джо було вирішено спиратися на останні роботи Брюса Вілліса, так як завдання було не «імітувати молодого Вілліса, а створити персонаж, який міг би, подорослішавши, схожим на героя, якого грав Вілліс, який він є тепер». Тому Ґордон-Левітт зосередився на пізніх ролях актора, зокрема, на «Місті гріхів».
Музику до фільму написав композитор Натан Джонсон, двоюрідний брат Райана Джонсона.
Говорячи про фільм «Looper» і подорожі в часі у фільмі, Джонсон сказав:
«Хоча ця картина і про подорожі у часі, задоволення від перегляду фільму не базується на темі часових мандрівок. Це не того сорту фільм, як, скажімо, "Детонатор", же де задоволення отримуєш, розбираючи і смакуючи всі особливості процесу часового переміщення. Знімаючи свій фільм, "Looper", я дуже хотів створити більше сюжетний фільм, що базується на грі головних авторів, на тому, як вони справляються із ситуаціями, що їх породжує переміщення в часі. Отож, найголовнішою складністю було придумати все так, щоб не пояснювати глядачеві півфільму, як працює оцей чи той фізичний закон, зважаючи на особливість сприйняття аудиторії». 

## Реліз

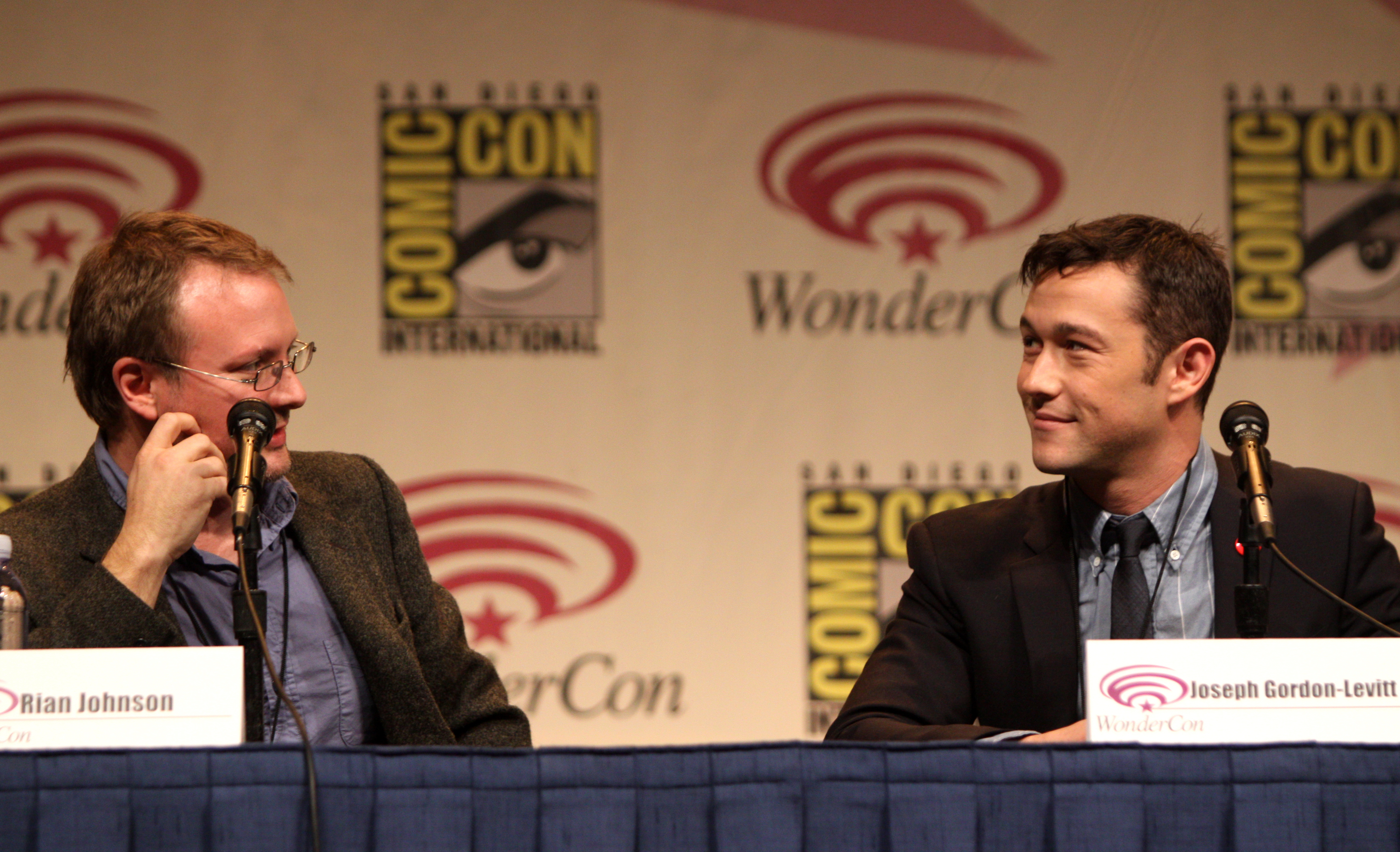
Райан Джонсон і Джозеф Ґордон-Левітт спілкуються на WonderCon 2012 на промоушені фільму Looper.

Фільм «Looper» було продемонстровано критикам у ніч перед відкриттям Міжнародного кінофестивалю у Торонто 6 вересня 2012.
Кінокартина вийшла на екрани американських кінотеатрів 28 вересня 2012 року. Кіностудія «Endgame Entertainment» вела переговори з компанією «FilmDistrict» на Каннському кінофестивалі у травні 2011 року, щоб «FilmDistrict» здійснював реліз фільму у США з допомогою компанії «TriStar Pictures».
Релізові у Китаї мала сприяти велика кількість сцен, які знімали у Шанхаї; проте багато сцен було вирізано із фільму з різних причин. Цей крок був включений на прохання китайської компанії «DMG Intertainment», щоб привернути більшу увагу китайської аудиторії. Китайська версія містить ці сцени із Джо-старшим і його дружиною, що стало частиною обґрунтування мотивів Джо-старшого для переслідування Заклинателя дощу (хлопчика). Шанхай у кіноверсії включає кілька епізодів, створених комп'ютерною анімацією панорами району Пудун у Шанхаї; тож Китай постає набагато привабливішою країною у майбутньому як у американській, так і в китайській версіях. Також дружину Джо-старшого зіграла Зу Кінґ, відома у Китаї актриса (згадаємо, наприклад, фільм Заснування республіки).
Уперше в історії кінематографа китайський дебют американського релізу вийшов сильнішим за американський. Мова йде про фантастику «Петля часу», яка після домашнього старту в розмірі $ 21,2 млн підняла $ 24 млн в Китаї і виграла міжнародний вікенд з грошима $ 36 млн. Сумарний світовий дебют картини практично вдвічі перевищив заявлений бюджет — він становить $ 57,2 млн.
Джонсон випустив вільний звуковий коментар на SoundCloud, який можна скачати і прослухати протягом фільму, із застереженням: «Не варто говорити, що це НЕ слід слухати при перегляді фільму уперше або ж до того, яки Ви переглянули сам фільм».
В Україні фільм вийшов на екрани з 27 вересня 2012 року.

## Відгуки кінокритиків

### Відгуки закордонних кінокритиків

#### Відгуки кінокритиків після Міжнародного кінофестивалю у Торонто
Джеймс Моттрам (James Mottram) із журналу «Total Film» дав фільму «Looper» 5 зірок із 5, зазначивши, що це «найкращий науково-фантастичний фільм із часу виходу фільму „Місяць“. Найкращий фільм про подорожі в часі з „12 мавп“. І один із найкращих фільмів 2012-го року». Тодд Маккарті з журналу «The Hollywood Reporter» дав фільмові позитивний відгук, назвавши його «красивим, добре опрацьованим науково-фантастичним трилером про подорожі в часі», а проте й критикував ефекти, які мали уподібнити Ґордон-Левітта до Вілліса: «По-перше, цей спецефект є трохи дивним, і ви не можете бути певним, що цей ефект спрацював; крім того ви почуваєте себе відверто дуже дивно, дивлячися на оновлену версію Ґордон-Левітта, у якій ми вже не упізнаємо актора, відомого нам протягом уже кількох років». Пітер Дебраж (Peter Debruge) із журналу «Variety» також дав картині позитивну оцінку, написавши, що режисер-автор сценарію Джонсон створив «велично задумане, захоплююче створене шоу, яке викликає запаморочення, пристрасний інтерес до наукової фантастики, а потім примушує відкинутися на сидінні і насолодитися багатовимірним драйвом гри акторів. У жанрі, що сумно відомий неув'язуванням кінців, цей трилер для мислячих людей майстерно переплітає дію, романтику і порцію чорної комедії, що разом означає приголомшливий виграш картини».

#### Відгуки кінокритиків у західній пресі
Попри масу «ляпів», неоднорідну динаміку фільму унаслідок нестачі коштів у другій половині знімального процесу, критики у США майже одностайно дали йому схвальні відгуки. Картина одержала 93 % рейтингу «Сертифікованої свіжості» від сайту Гнилі помідори, що базується на 227 рецензіях, і середній рейтинг 8.1 з 10 із таким вироком: «Фільм захоплюючий і примушує замислитися; фільм — це розумне, сміливе і оригінальне поєднання футуристичної наукової фантастики і старого доброго бойовика». Очевидно, для того і підбирали час показу критикам: ніч на 27 жовтня 2012 р. На сайті Metacritic фільм отримав середній рейтинг 84 зі 100, що базується на 44 критичних статтях, що теж свідчить про «загальне визнання».
Кім Ньюмен із журналу «Empire» дав фільмові «Looper» 5 зірок із 5, написавши, «Інтелектуальна наукова фантастика іноді здається вимираючим видом, бо через надуживання фізикою є ризик створення чогось холодного і віддаленого, оздобленого великою кількістю вибухів і погонь, так що можна просто заблукати у цій каші. Картина „Looper“ не є досконалою, проте він виявляється повним „Чарівником із країни Оз“: у нього є мозок, дух і серце». Ноел Мюррей із «The A.V. Club» нагородив фільм рейтингом A−, написавши: «Ця картина є надзвичайним подвигом уяви і виконання, що захоплює від початку до кінця, навіть коли глядач спостерігає, як людство постійно повторює свої помилки». Кеннет Туран із «Los Angeles Times» дав фільмові позитивну оцінку, зазначивши: «„Looper“ — це винахід, однак оця креативність у фільмі легка, неакцентована, ніби це звичайна буденність. Це високохудожній, супер-стильний науково-фантастичний трилер, який пропонує свіжий підхід до мозкоплавної наукової тематики. Ми не завжди упевнені, куди нас приведе цей фільм про часові подорожі, та ми і не думаємо припинити цю мандрівку».
Клаудіа Пуіґ (Claudia Puig) із «USA Today» присудила фільмові 3,5 зірки з 4 можливих, сказавши: «„Петля часу“ є такою п'янкою сумішшю подорожі у часі, екшену із крапелькою романтики, є таким захоплюючим і мозкодробильним фільмом, що йому, імовірно, доведеться зібрати глядачів за межами театру, потім щоб прояснити усі деталі свого складнопобудованого всесвіту. Та хто сказав, що це погано?» Пітер Трейверс із «Rolling Stone» також відзначив картину 3,5 зірками із 4 можливих, нахвалював гру акторів Вілліса й Ґордрна-Левітта і зауважив: «Переплетіння надзвичайно захоплюючої дії зі зворушливою глибиною, „Looper“ вражає вас як постріл у серце». Роджер Еберт із часопису «Чикаго Сан-Таймз», у свою чергу нагородив картину рейтингом 3,5 із 4, хвалив сценарій фільму і написав: «„Петля“, ця розумна і хитра науково-фантастична історія, що оминає часові парадокси, розчиняючи їх у сюженті. Більшість фільмів про подорожі в часі стикаються із проблемами у фіналі фільму, коли неможливості накопичуються одна на одну. Цей же фільм підводить нас до вражаючого фіналу, що прибирає часові парадокси розповіді так акуратно, наче нічого і не сталося».
Ліза Шварцбаум із журналу «Entertainment Weekly» присудила фільмові знак B+, зауваживши: «Час у фільмі „Looper“ повертається, подібно до фільму „Inception“ із його часовими трюками (у деякі з них, до речі, бере участь Ґордрна-Левітт: вони передбачають перебування у кількох часових проміжках одночасно). Пороте тут проблискує аналогія з фільмом „Children of Men“ — соціальною антиутопією, що надає сюжетові рис, які заземляють його у реальному світі». Річард Корлісс у журналі «Тайм» розмістив позитивний відгук, назвавши «Петлю» «гібридом, що поєднує Квентіна Тарантіно і Філіпа К. Діка у суміші кінофантастики», а також додав: «Якийсь химерний фільм з патиною гіпер-реалізму, „Looper“ постає фільмом, де актори поводять себе не так, наче їх просто вкинули у майбутнє — а ніби вони прожили там свої відчайдушні життя». Дейна Стівенз у журналі «Slate» подала неоднозначну рецензію на фільм, сказавши: «„Петля часу“ залишила у моїй свідомості відчуття розгубленості: у фільмі я бачу неможливі, проте привабливі для уяви стосунки віч-на-віч між однією й тією ж особистістю із теперішнього і майбутнього, у якій одна особистість мусить зрадити іншу, що виплескує назовні усю драматичну напругу, яку тільки такі стосунки і можуть породити».
Під час опитування, проведеного «CinemaScore», фірмою із дослідження кіноринку, глядачі у середньому оцінили фільм як B+ (як тверде «4» за п'ятибальною шкалою).

### Відгуки українських кінокритиків
Українські кінокритики досить позитивно відгукнулися про стрічку. Так кінокритик видання Українська правда Анна Купінська дала фільму 3,5 з 5 зірок, підкресливши, що режисеру та сценаристу «Петлі часу» Раяну Джонсону вдалося «створити стильний і динамічний бойовик, в якому читається захоплення знаменитими фільмами про найманих вбивць, починаючи від „Самурая“ і закінчуючи „Кримінальним читвом“.» А кінокритик журналу Коментарі: заявив що хоча «з одного боку, фільм здається компіляцією з вже існуючих стрічок […] Однак стрічку непогано витягає робота акторів другого і навіть третього плану, надаючи, загалом, невигадливій картині необхідні деталі й характери.»

## Цікаві факти і ляпи фільму
- Неймовірно громізкі револьвери (у оригіналі фільму називаються «мушкетони», англ. Blunderbuss) не було створено спеціально для фільму, вони дійсно є виробленою вогнепальною зброєю. Це «Magnum Research BFR» (револьвери з великим стволом) із патронами «.45-70 Government». Ці револьвери були прийнятими на озброєння в американському війську в 1873 році. Такі револьвери важать приблизно 4,5 фунта (близько 2 кг).
- Брюс Вілліс в одній сцені стріляє з двох кулеметів сучасного вигляду. Це зразки «FN P90», розроблені і виготовлені фірмою «FN Herstal» в Бельгії.
- За словами режисера Райана Джонсона, Ной Сеґан відвідав декілька спеціальних занять, щоб навчитися крутити свій револьвер навколо пальця. Джонсон розповів «Entertainment Weekly», що він зробив безліч дублів із Сеґаном, що обертав пістолет; та в кінцевому підсумку використав один, де він випадково помилився і мало не впустив зброю. Джонсону здалося, що це кумедно.
- Закусочна, в якій і біля якої знімалися сцени, була побудована в маленькому містечку Тібодо, Лос-Анджелес (приблизно година їзди на північ від Нового Орлеана). Місцеві жителі, побачивши будівництво закусочної, ходили і випитували у знімальної команди, коли заклад відкриється. Режисерові Райану Джонсону пізніше розповіли, що закусочна вижила навіть після урагану Ісаак, що пройшов по тих місцях у вересні 2012 року.
- Сцена, в якій молодий Джо (Джозеф Ґордон-Левітт) падає з пожежної драбини, була знята на 30-ий день народження актора. Гордона-Левітта залишили висіти на тросах, поки знімальна команда співала «З Днем Народження» і вивозила святковий торт.
- «Вертольотик» із пластинкою, яку показують в декількох сценах, — це Gyro SE, зроблений британською компанією «Michell Engineering». Він перебуває в безперервному виробництві з 1983 року.
- Червоний автомобіль, на якому їздить Джо, це «Mazda» MX-5 Mk 1. Машина вироблялася з 1990 по 1998 і як раз підходила під ретро-стиль Джо кінця 20-го століття.
- Сид, зрештою, бере собі прізвисько «The Rainmaker», тобто «Творець дощу» (в українській версії прокату переклали як «Шаман»). У фільмі його мама на фермі використовує літаючий разбризкувач: це він «створює» дощ. В уяві маленького Сида цей образ ніби-то закарбувався і тому ніхто не може зрозуміти таємничого смислу його прізвиська у майбутньому.
- У майбутньому поплічники Шамана (Rainmaker) носять чорне пальто і широкополі капелюхи: не для того, щоб зробити алюзію на хасидів, а через те, що він «творить дощ із крові», коли знищує ворогів, що за дитячими комплексами Сида (чи автора сценарію) має виглядати зловісно.
- Сара підстрелила молодого Джо в праве плече (на правому плечі був і шрам, і появу його помітив старший Джо). Однак, коли Сара пізніше перев'язує рану Джо-молодшого, видно, що пошкоджено його ліве плече.
- Коли персонаж Пола Дано (Сет) чекає в квартирі на Джо, щоб убити його, — у нього, то є нежить, то нема.
- Коли Джо розмовляє з Сидом уночі на кухні, у Сида помітний проміжок у передніх зубах. У наступній сцені, де Сид розмовляє з мамою, у нього все ще є молочний зуб в тому місці, де до цього був проміжок.
- Коли Джо і Сид розмовляють, виглядаючи з люка в кінці тунелю від будинку, — гілка, яка утримує кришку люка, змінює своє положення. Вона повертається приблизно на 90 градусів, і так відбувається 4 або 5 разів під час розмови.
- Перш ніж Джо вперше зустрічає Ейба, Кід возиться з пістолетом, і в підсумку направляє його на Джо й зводить курок. Камера переходить від Джо до Кіда, що наставляв на нього пістолет, і в цей момент видно, що курок не зведено. У наступному кадрі видно, що великий палець Кіда вже на зведеному курку.
- Коли Сид і Сара грають в таблицю множення, то Сид, відповідаючи на 7х3, ставить плитку з цифрами 21, яка зникає в наступному кадрі, потім знову з'являється й знову зникає.
- Коли Джо і Сет розмовляють в квартирі Джо на початку фільму, сльози, що течуть по щоках Сета і верхній губі, течуть по-різному і напрям змінюються при переході від загального плану до великого, фокусуючись на його обличчі.
- Коли машина Сари перевертається, видно, що всередині нікого немає. Але після того як машина вже лежить перевернута на дорозі, великий план показує Сару і Сида пристебнутих ременями всередині.
- Коли Джо і Джо-старший сидять у кафе, офіціантка Беатріс приходить, щоб взяти їхні замовлення, і в цей момент їхній стіл порожній. Однак коли вона повертається, щоб поставити їм їжу, на столі вже є дві склянки з напоями. Очевидно, що вона не приносила їм напої раніше.
- Китайську дружину Джо убивають, хоча у майбутньому вбивати не можна. Куди дівають тіло?
- Коли Джо-старший повертається в очеретяне полі, він нокаутує молодого Джо, кидає мушкет і їде без нього на вантажівці. Далі у фільмі мушкет знову з'являється у старого Джо, коли він стріляє в поганого хлопця в машині біля квартири молодого Джо.
- Молодий Джо — правша, а Джо-старший — шульга.
- Коли Сара курить у ліжку, довжина сигарети змінюється від кадру до кадру.
- Коли Сид і Сара їдуть по дорозі в сторону Джо-старшого, машина перевертається і падає на дорогу; чітко видний спеціальний каркас безпеки, що підтримує дах автомобіля.
- Коли Сара підходить до Джо і оглядає його обличчя наприкінці фільму, попри те, що він повинен бути мертвий, — на його скроні добре видно, як б'ється вена.[42]

## Музика
Музику для картини написав Натан Тайлер Джонсон, молодий і маловідомий американський композитор, більше відомий як лідер альтернативної рок-групи "The Cinematic Underground". Серед його кіноробіт можна лише згадати фільм «Цеглина» і «Брати Блум», яким займався той же Райан Джонсон (двоюрідний брат). Для «Петлі часу» Джонсон написав 19 композицій загальною тривалістю близько 50 хвилин. Платівка отримала цифровий реліз на лейблі Cut Narrative. Там же, де вийшли Джонсонові «Брати Блум». Вихід альбому «Looper» було заплановано на 18 вересня.
Саундтреки доступні завдяки компанії Cut Narrative, Inc., як указано на офіційному сайті фільму. Прослухати зразки саундтреків можна тут:
| Looper - Original Motion Picture Soundtrack | Looper - Original Motion Picture Soundtrack                             | Looper - Original Motion Picture Soundtrack |
| #                                           | Назва                                                                   | Тривалість                                  |
| ------------------------------------------- | ----------------------------------------------------------------------- | ------------------------------------------- |
| 1.                                          | «Тіло, що технічно не існує (The Body that Technically Foes not Exist)» | 1:21                                        |
| 2.                                          | «Один день у житті (A Day in the Life)»                                 | 1:10                                        |
| 3.                                          | «Я замикаю свою петлю (Closing Your Loop)»                              | 2:56                                        |
| 4.                                          | «Історія Сета (Seth's Tale)»                                            | 2:54                                        |
| 5.                                          | «Погоня (Run)»                                                          | 2:49                                        |
| 6.                                          | «Життя за один день (A Life in a Day)»                                  | 2:21                                        |
| 7.                                          | «Машина часу(Time Machine)»                                             | 2:40                                        |
| 8.                                          | «Полювання на минуле (Hunting the Past)»                                | 2:55                                        |
| 9.                                          | «За течією петлі (Following the Loop)»                                  | 1:41                                        |
| 10.                                         | «Здобич пам'яті (Mining for Memories)»                                  | 1:54                                        |
| 11.                                         | «Новий шрам (A New Scar)»                                               | 2:34                                        |
| 12.                                         | «Її обличчя (Her Face)»                                                 | 2:37                                        |
| 13.                                         | «Міський потік (City Sweep)»                                            | 0:46                                        |
| 14.                                         | «Одкровення (Revelations)»                                              | 5:12                                        |
| 15.                                         | «Заклинатель дощу (The Rainmaker)»                                      | 4:25                                        |
| 16.                                         | «ля Бель Орор (La Belle Aurore)»                                        | 1:01                                        |
| 17.                                         | «Відкриваємо карти (Showdown)»                                          | 1:36                                        |
| 18.                                         | «Шлях по колу (The Path Was a Circle)»                                  | 4:51                                        |
| 19.                                         | «Все повертається на круги своя (Everything Comes Around)»              | 2:38                                        |

## Читати ще
- «Час відплати» («Payback Time») Ієна Стасукевіча (Iain Stasukevich) у журналі American Cinematographer, Том. 93, No. 10; Жовтень 2012, ISSN 0002-7928, Hollywood, California; сторінки 64-70, 72-75. Стаття про роботу поза знімальним майданчиком стосується роботи оператора, освітлення і т.ін. 11 сторінок, 20 фото.